# 생텔레스포르

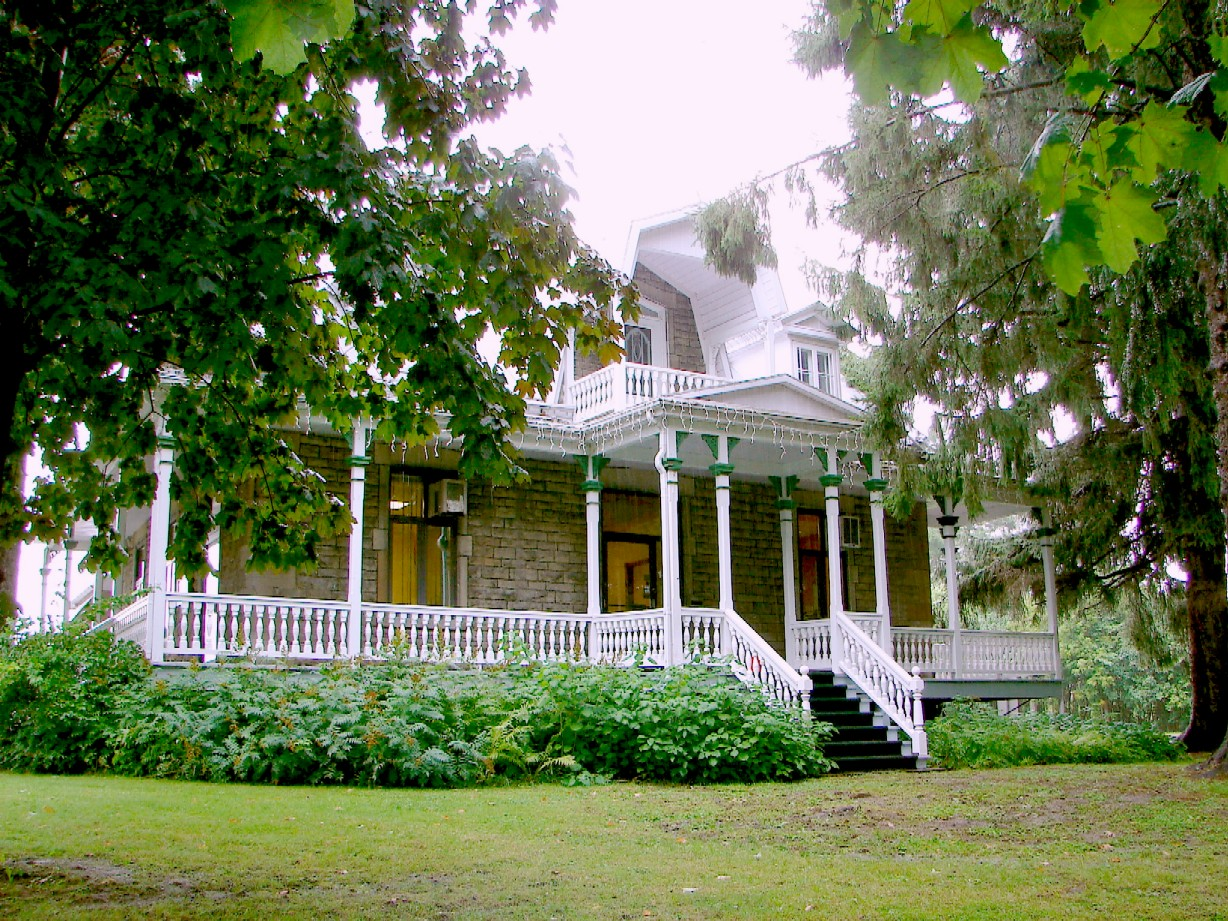
읍사무소

생텔레스포르(프랑스어: Saint-Télesphore)는 캐나다 퀘백 주 보드레이술랑쥬에 있는 지방 자치제이다. 2011년 캐나다 인구 조사에 따르면, 현재 생텔레스포르에 거주하는 주민 수는 약 762명이다. 생텔레스포르의 위치는 생폴리카르프의 서쪽 방향, 온타리오 주 노스랭커스터 인근의 주경계선 동쪽 방향에 있다.

## 역사
마을의 이름은 126년부터 138년까지 재위하였던 제8대 교황 텔레스포로의 이름에서 유래하였다.

## 통계

### 인구
| 연도 | 인구 | ±%    |
| ---- | ---- | ----- |
| 1991 | 772  | —     |
| 1996 | 805  | +4.3% |
| 2001 | 773  | −4.0% |
| 2006 | 769  | −0.5% |
| 2011 | 762  | −0.9% |

### 언어
| 언어               | 언구 | 퍼센트 (%) |
| ------------------ | ---- | ---------- |
| 프랑스어           | 630  | 82.35%     |
| 영어               | 120  | 15.69%     |
| 영어/프랑스어 공용 | 0    | 0.00%      |
| 기타 언어          | 15   | 1.96%      |